# 第2回衆議院議員総選挙
第2回衆議院議員総選挙（だい2かいしゅうぎいんぎいんそうせんきょ）は、1892年（明治25年）2月15日に日本で行われた帝国議会（衆議院）議員の総選挙である。

## 概要

### 前史
1890年（明治23年）11月29日に第1回帝国議会が召集された。藩閥による政府（第1次山縣内閣）と「民力休養」を掲げる民党が対立を続けたものの、双方とも相手の出方を窺ったこと、政府が内外に対する面目から議会開設早々の衆議院解散を望まず、かつ民党のうち自由党土佐派を一時切り崩したことから、政府はかろうじて閉会（1891年3月8日）まで持ちこたえた。
だが、次の第1次松方内閣で迎えた第2回議会（1891年11月26日開会）は、第1回議会のように衆議院解散を選択しえない状況ではなくなり、かつ民党も薩長出身の閣僚が過半数を切っていた松方内閣を弱体とみて政府批判を行った。12月20日の樺山資紀海相によるいわゆる「蛮勇演説」で一気に緊張感を増した衆議院に対して、松方内閣は25日に初めての衆議院解散に踏み切った。

### 選挙干渉
この選挙では内務省（品川弥二郎内相・白根専一次官）による選挙干渉によって死者まで出したことで知られているが、実際には複雑な経過を辿っている。
明治天皇は解散前から難航する議会運営に懸念を強めていた。12月26日に、徳大寺実則侍従長は伊藤博文に天皇が「同一の議員を再選致候而は幾度も解散不祥の結果を生すへくやと深御憂慮被遊」と、来る選挙で同じ議員が再選されると解散の連続になることを憂慮していると伝えた。さらに28日、松方正義首相から品川弥二郎内相に宛てた手紙によると、天皇に改選の手続きを奏上した際に、天皇から「精々今般之選挙尽力相成、良結果に至り候様再三御沙汰拝承仕候」と、この選挙一回で尽力して良い結果を出すように言われたことを伝えた。良い結果とは「同一の議員」ではない新たな勢力が多数派となること、つまり立憲自由党・立憲改進党以外の議員が多数派となることであった。そして、選挙の見込みを品川から報告すると奏上したので、「近日中御参朝之上細事御奏上」することを指示した。それを受けた品川は、それまで2回3回の解散は望まないが覚悟していたが、態度を変え度々天皇に報告に行っている。天皇は品川からの報告だけでなく、知事から侍従を通じて詳細な状況報告を上げさせた。そして、松方首相自身も「大奮発」し、仮面を脱して「政府党」を活動させる意向をしめし、極秘に側近の九鬼隆一帝室博物館館長を各地に派遣して独自の選挙工作を行わせ、また、吏党候補の擁立と支援を行った。
天皇の意向が示された後、松方と品川は相次いで府県知事に内諭を出して、中正の人物を当選させることを指示した。直後に松方・品川・白根に加えて平山成信内閣書記官長・小松原英太郎警保局長・大浦兼武警保局主事らによる選対本部が極秘に組織されて、政府系候補への選挙支援策が協議された。また、首相に対して金子堅太郎と佐藤暢から選挙対策案が献言され、内容として藩閥全体で対応すべきという金子案と内務省主導で行う佐藤案という特徴がある。これまで、実力行使を含めた選挙干渉を指示した命令類が発見されていないこと、逆に複数の知事から政府に対して民党進出を阻止するために警察力の行使を求める意見が寄せられていることから、選挙干渉の発案が内務省側なのか、府県知事側の突き上げなのかについては明らかではないといわれてきた。ただし、天皇の意向が首相・内相に伝わり、一回の選挙で良い結果を出すことを求められていることから、方法を問わず良い結果を出すことを政府の至上命題としたという説が成り立つ（系統的指令説）。

### 官民の衝突、死傷者、候補者逮捕未遂
2月12日には民党と吏党の対立が激化し、選挙の応援演説のため兵庫県神戸市三宮を訪れた板垣退助を拳銃で狙撃しようとする「明治25年板垣退助暗殺未遂事件」が起きている。
また、各地で民党候補及び支持者と警察との衝突が発生し、自由党が強い高知県で政府公式発表で死者10名・負傷者66名という流血の惨事が発生した他、全国で25名の死者を出した。
- 高知県 死者10名 負傷者66名 知事:調所広丈（薩摩藩出身）
- 佐賀県 死者8名 負傷者92名 知事:樺山資雄（薩摩藩出身）
- 福岡県 死者3名 負傷者65名 知事:安場保和（肥後藩出身）
- 千葉県 死者2名 負傷者40名 知事:藤島正健（肥後藩出身）
- 熊本県 死者2名 負傷者39名 知事:松平正直（越前藩出身）

大規模な死傷者が出た府県の知事には薩摩藩あるいは隣国でつながりが深い肥後藩出身者が多く、薩摩出身の松方首相を支持し、地元県会では民党議員と激しく対立していた。こうした地元の事情が実力行使を伴う干渉を引き起こす一因となった。ただし、知事の出身などの属性では説明がつかないという批判もある。実際、高知県の調所広丈知事は「暴走」した知事として描かれてきたが、実際には「難治県」高知に手を焼き、何度も首相に任地替えを懇願していたし、佐賀県の樺山資雄知事も内閣交代後ではあるが、選挙干渉には批判的だったことを内相に伝えている。
高知と佐賀では死傷者が多く出ただけでなく、警察が林有造（高知2区）と松田正久（佐賀1区）という自由党有力議員に対して投票日以降も逮捕を狙った。二人とも難を逃れて無事であったが、これは投票日後の逮捕によって、当選した場合でも議会に出席できないことを狙ったものであり、第1議会で森時之助が不逮捕特権を適用されず一度も出席することなく辞職した前例を踏まえたものであった。しかも、佐賀では内務省の大浦兼武が、文部大臣大木喬任の意を受けて選挙工作に従事していた司法人脈の中村純九郎と古賀廉造を通して佐賀出身の高木秀臣東京控訴院検事長に松田拘引を働きかけた。結局、司法省が干渉に消極的で拘引は認められなかった。

### 開票不正
流血の事態が目につくが、高知と富山では開票所を管理する選挙長（知事任命の郡長）が不正な開票を行ったため当選訴訟が提起され、最終的に当選者が逆転した。高知2区（定員2名、2名連記投票）では自由党前議員片岡健吉（779票）と林有造（773票）が片岡直温（854票）と安岡雄吉（844票）に敗れた。しかし、選挙長が自由党支持者が投票したはずの票を読み上げなかったため、不審に思った者が投票現物と明細書の閲覧を求めた。明細書のみ閲覧が許された。投票現物の証拠保全の請求も行ったが、却下され、当選訴訟中に投票現物は紛失したと報告された。訴訟では1審・大阪控訴院判決は証拠不十分で敗訴したが、上告審・大審院判決は投票箱の錠が破損していたことを重く見て1審判決を破棄して名古屋控訴院に差し戻した。全有権者調査によって片岡（健）・林が片岡（直）・安岡を上回ったため勝訴し、最終審・大審院判決で確定した。同様に富山4区では、改進党前議員島田孝之（1300票）が武部其文（1341票）に敗れたが、選挙長が島田票を大量に無効判定したため、当選訴訟となり、投票現物の確認により無効票のうち69票が島田票と認定され、勝訴した。2件とも選挙管理者によって選挙結果のねつ造がなされたのである。

### 干渉への反発
だが、こうした選挙干渉は閣内の反感を招いた。陸奥宗光農商務相は自由党幹部の星亨、高島鞆之助陸相は同じく同党幹部の新井章吾の後見人を自負して選挙干渉の資金をこれらの候補に渡して支援し、品川や白根らが抗議するとこれに反発した。内務省が1月5日に発行された自由党機関誌『党報』号外の内容を官吏侮辱罪に充てて総理である板垣退助を発行責任者として逮捕しようとした際には尾崎三良法制局長官・田中不二麿司法相が反発して断念に追い込まれた（板垣は伯爵であるため、司法大臣が天皇に奏上して許可を得ない限りは処分できなかった）。また、投票日間近の2月9日には、石川県の候補に関して板垣退助と大隈重信が連名で推薦広告を出したことに対して集会及政社法違反で関係者42名を取り調べた。その中には候補者も含まれており、13日から予審で呼び出され、選挙運動の機会を失った。例えば、東京2区の改進党肥塚龍は14日に召喚され、選挙は6票差で敗れた。これについても尾崎三良は田中司法大臣に中止を求めた。結局4月に証拠不十分で全員免訴となった。

### 選挙結果とその後の政局
選挙終了後、閣僚や白根専一ら内務省幹部は味方の勝利と喜んだ。これは内務省作成の候補者名簿から見て、当選者が「過激派」（民党）130人に対して「着実派」（吏党）168人となったためであった。しかし、着実派に数えた独立倶楽部は、陸奥宗光農商務大臣の指導の下、民党に近い議員11人と吏党に近い議員16人に分裂してしまった。民党所属議員でも穏健派を「着実派」に数えていたが、第3議会では民党に近い姿勢をとる議員が続出し、政府の多数派工作は失敗した。壮士による議員への暴行も発生し、また、買収工作の一端が稲垣示（富山3区）によって議場で暴露される事態にも発展した。
吏党は、本来は「親政府」というよりは「反民党」集団であり（実際に「吏党」という言葉を用いていたのは新聞や民党及びその支持者であり、政府や当事者たちは「温和派」という表現を主として用いていた）、その考えも国粋主義者からリベラルまで、あるいは超然主義者から政党主義者まで幅が広かった。伊藤博文はこうした温和派（吏党）勢力を総結集した新党を結成しようとしたが、政党そのものに不信感を持つ明治天皇や山縣有朋、政治の主導権を伊藤に奪われることを恐れた松方首相が反対し、元勲会議においても「松方内閣支持、伊藤新党反対」の合意を取り付けて伊藤を新党結成断念に追い込んだ（3月11日枢密院議長辞表撤回）。藩閥最大の実力者・伊藤の政治的孤立を招いた事で松方は政権運営に自信を深めたが、干渉の責任者とされた品川内相と伊藤側近とされた陸奥農商相が辞表を提出した。
貴族院は衆議院に先立って政府の選挙干渉を批判する決議を採択した。衆議院でも民党が、官吏が職権を乱用して選挙に干渉した責任を問う「選挙干渉ニ関スル上奏案」を提出（5月12日）するが、事態を予期していた政府は多数派工作を行い、143対146で辛くも否決される。しかし、2日後に提出された、文言を穏健にし、上奏ではない形に改めた「選挙干渉ニ関スル決議案」は、賛同者が増え、しかも予期していなかった政府は引き締めを図れず吏党議員の欠席が目立ち、154対111で通過してしまった。こうした事態を受けて品川の後任となった副島種臣は白根以下の内務省幹部や地方知事らの更迭を行って事態の打開を図ろうとするが、白根らによる「副島降ろし」が功を奏して6月8日には副島が辞任に追い込まれた。その後、松方首相が一時内相を兼務した後に河野敏鎌が後任内相となるが、河野は7月15日に松方首相に迫って白根更迭を強行し、20日には安場ら品川・白根を支持した知事も更迭した。これに対して薩摩藩出身の高島陸相・樺山海相は「薩摩閥の切捨て」と解釈して7月27日に明治天皇に辞表を提出、これによって閣僚統制の自信を失った松方は内閣総辞職を決断することになった。

## 選挙データ

### 内閣
- 第1次松方正義内閣（第4代）
  - 内閣総理大臣：松方正義

### 解散日
- 1891年（明治24年）12月25日

### 投票日
- 1892年（明治25年）2月15日

### 改選数
- 300
  - 1人区（単記投票）：214
  - 2人区（連記投票）：043

### 選挙制度
- 小選挙区制（一部2人区制）

#### 投票方法
記名投票（選挙人は氏名と住所の記載、および、印鑑による押印が必要）

#### 実施地域
45府県（北海道、沖縄県、小笠原諸島を除く）

#### 選挙権
直接国税15円以上納税の満25歳以上の日本国民男性。
下記の者は権利の適用除外とされた。
- 華族・軍人の当主。

#### 被選挙権
直接国税15円以上納税の満30歳以上の日本国民男性。
下記の者は権利の適用除外とされた。
- 皇族・華族の当主。
- 軍人、裁判官、会計検査官、収税官、警察官、管轄内の府県郡役人、担当選挙区の選挙管理担当市町村役人、神官、僧侶、教師。
- 瘋癲白痴、身代限（破産者）、禁錮刑・賭博犯で満期または赦免後3年以内、選挙犯罪による権利停止者、刑事事件で逮捕・拘留された者。

#### 有権者数
434,594

## 選挙活動
- 立候補者数：900（立候補制度なし）

## 選挙結果

### 党派別獲得議席
| 党派                               | 党派               | 党派               | 議席数             | 増減               | 得票数  | 得票率 | 公示前 |
| ---------------------------------- | ------------------ | ------------------ | ------------------ | ------------------ | ------- | ------ | ------ |
| 吏党                               | 吏党               | 吏党               | 124                | 040                |         |        | 84     |
|                                    |                    | 中央交渉会         | 81                 | 079                |         |        | 2      |
|                                    | 独立倶楽部         | 31                 | 005                |                    |         | 26     |        |
|                                    | 近畿倶楽部         | 12                 | 005                |                    |         | 7      |        |
| 民党・無所属                       | 民党・無所属       | 民党・無所属       | 176                | 005                |         |        | 171    |
|                                    |                    | 立憲自由党         | 94                 | 036                |         |        | 130    |
|                                    | 立憲改進党         | 38                 | 003                |                    |         | 41     |        |
|                                    | 無所属             | 44                 | 001                |                    |         | 45     |        |
| 総計                               | 総計               | 総計               | 300                | 増減なし           |         | 100.0% | 300    |
| 有効票数（有効率）                 |                    |                    |                    |                    |         |        |        |
| 無効票・白票数（無効率）           |                    |                    |                    |                    |         |        |        |
| 投票者数（投票率）                 | 投票者数（投票率） | 投票者数（投票率） | 投票者数（投票率） | 投票者数（投票率） | 398,036 | 91.59% |        |
| 棄権者数（棄権率）                 | 棄権者数（棄権率） | 棄権者数（棄権率） | 棄権者数（棄権率） | 棄権者数（棄権率） | 36,558  | 8.41%  |        |
| 有権者数                           | 有権者数           | 有権者数           | 有権者数           | 有権者数           | 434,594 | 100.0% |        |
| 出典：議会制度百年史、総務省統計局 |                    |                    |                    |                    |         |        |        |

## 議員

### 当選者
中央交渉会   独立倶楽部   近畿倶楽部   自由党   立憲改進党   無所属 
| 青森県   | 1区  | 工藤卓爾     |      | 工藤行幹       | 2区  | 榊喜洋芽       | 3区 | 菊池九郎     |      |                |
| 岩手県   | 1区  | 上田農夫     | 2区  | 阿部浩         | 3区  | 佐藤昌蔵       | 4区 | 大内貞太郎   | 5区  | 達谷窟信敬     |
| 宮城県   | 1区  | 村松亀一郎   | 2区  | 武者伝二郎     | 3区  | 藤沢幾之輔     | 4区 | 千葉胤昌     | 5区  | 斎藤善右衛門   |
| 秋田県   | 1区  | 二田是儀     | 2区  | 荒谷桂吉       | 3区  | 野出鋿三郎     | 4区 | 斎藤勘七     |      | 武石敬治       |
| 山形県   | 1区  | 宮城浩蔵     |      | 佐藤里治       | 2区  | 五十嵐力助     | 3区 | 本間耕曹     |      | 斎藤良輔       |
| 山形県   | 4区  | 松沢光憲     |      |                |      |                |     |              |      |                |
| 福島県   | 1区  | 小笠原貞信   | 2区  | 安部井磐根     | 3区  | 河野広中       |     | 鈴木万次郎   |      |                |
| 福島県   | 4区  | 柴四朗       |      | 山口千代作     | 5区  | 愛沢寧堅       |     |              |      |                |
| 茨城県   | 1区  | 関信之介     |      | 関戸覚蔵       | 2区  | 野口勝一       |     | 立川興       | 3区  | 飯村丈三郎     |
| 茨城県   | 4区  | 森隆介       | 5区  | 色川三郎兵衛   | 6区  | 斎藤斐         |     |              |      |                |
| 栃木県   | 1区  | 星亨         | 2区  | 新井章吾       |      | 岩崎万次郎     | 3区 | 田中正造     | 4区  | 塩田奥造       |
| 群馬県   | 1区  | 竹内鼎三     | 2区  | 金井貢         | 3区  | 中島祐八       | 4区 | 矢島八郎     | 5区  | 湯浅治郎       |
| 埼玉県   | 1区  | 加藤政之助   | 2区  | 高田早苗       |      | 福田久松       | 3区 | 野口褧       |      | 新井啓一郎     |
| 埼玉県   | 4区  | 斎藤珪次     |      | 湯本義憲       | 5区  | 原善三郎       |     |              |      |                |
| 千葉県   | 1区  | 千葉禎太郎   | 2区  | 小倉良則       |      | 狩野揆一郎     | 3区 | 大須賀庸之助 | 4区  | 西村甚右衛門   |
| 千葉県   | 5区  | 伊藤徳太郎   | 6区  | 高梨正助       | 7区  | 高橋与市       | 8区 | 加藤淳造     |      |                |
| 神奈川県 | 1区  | 島田三郎     | 2区  | 山田泰造       | 3区  | 石坂昌孝       |     | 瀬戸岡為一郎 | 4区  | 山田東次       |
| 神奈川県 | 5区  | 山田嘉穀     | 6区  | 福井直吉       |      |                |     |              |      |                |
| 山梨県   | 1区  | 浅尾長慶     | 2区  | 薬袋義一       | 3区  | 加賀美嘉兵衛   |     |              |      |                |
| 東京府   | 1区  | 黒田綱彦     | 2区  | 渡辺洪基       | 3区  | 中沢彦吉       | 4区 | 藤田茂吉     | 5区  | 太田実         |
| 東京府   | 6区  | 高梨哲四郎   | 7区  | 角田真平       | 8区  | 津田真道       | 9区 | 鳩山和夫     | 10区 | 北岡文兵衛     |
| 東京府   | 11区 | 浅香克孝     | 12区 | 平林九兵衛     |      |                |     |              |      |                |
| 新潟県   | 1区  | 小柳卯三郎   | 2区  | 丹後直平       |      | 加藤勝弥       | 3区 | 佐々木松坪   | 4区  | 西潟為蔵       |
| 新潟県   | 5区  | 長谷川泰     |      | 波多野伝三郎   | 6区  | 松村文次郎     | 7区 | 本山健治     |      | 目黒徳松       |
| 新潟県   | 8区  | 室孝次郎     |      | 鈴木昌司       | 9区  | 鵜飼郁次郎     |     |              |      |                |
| 富山県   | 1区  | 岩城隆常     |      | 原弘三         | 2区  | 谷順平         | 3区 | 稲垣示       | 4区  | 武部其文       |
| 石川県   | 1区  | 大垣兵次     |      | 神保小太郎     | 2区  | 新田甚左衛門   | 3区 | 由雄与三平   |      | 橋本次六       |
| 石川県   | 4区  | 百万梅治     |      |                |      |                |     |              |      |                |
| 福井県   | 1区  | 加藤与次兵衛 | 2区  | 杉田定一       | 3区  | 岡研磨         | 4区 | 藤田孫平     |      |                |
| 長野県   | 1区  | 小坂善之助   | 2区  | 丸山名政       | 3区  | 佐藤八郎右衛門 | 4区 | 窪田畔夫     |      | 金井清志       |
| 長野県   | 5区  | 立川雲平     | 6区  | 中村弥六       | 7区  | 伊藤大八       |     |              |      |                |
| 岐阜県   | 1区  | 大野亀三郎   | 2区  | 小原適         | 3区  | 原亮三郎       | 4区 | 高木郁助     | 5区  | 長尾四郎右衛門 |
| 岐阜県   | 6区  | 熊谷孫六郎   | 7区  | 船坂与兵衛     |      |                |     |              |      |                |
| 静岡県   | 1区  | 井上彦左衛門 | 2区  | 影山秀樹       | 3区  | 広住久道       | 4区 | 丸尾文六     | 5区  | 足立孫六       |
| 静岡県   | 6区  | 松島廉作     | 7区  | 江原素六       |      | 田中鳥雄       |     |              |      |                |
| 愛知県   | 1区  | 青山朗       | 2区  | 永井松右衛門   | 3区  | 横井善三郎     | 4区 | 片野東四郎   | 5区  | 森東一郎       |
| 愛知県   | 6区  | 加藤政一     | 7区  | 天埜伊左衛門   | 8区  | 早川龍介       | 9区 | 今井磯一郎   | 10区 | 加藤六蔵       |
| 愛知県   | 11区 | 鈴木麟三     |      |                |      |                |     |              |      |                |
| 三重県   | 1区  | 牛場卓蔵     | 2区  | 伊東祐賢       | 3区  | 天春文衛       | 4区 | 伊藤謙吉     |      |                |
| 三重県   | 5区  | 角利助       |      | 尾崎行雄       | 6区  | 立入奇一       |     |              |      |                |
| 滋賀県   | 1区  | 川島宇一郎   | 2区  | 林田騰九郎     | 3区  | 中小路与平治   |     | 大東義徹     | 4区  | 江竜清雄       |
| 京都府   | 1区  | 坂本則美     | 2区  | 竹村藤兵衛     | 3区  | 正木安左衛門   | 4区 | 西川義延     |      |                |
| 京都府   | 5区  | 田中源太郎   |      | 石原半右衛門   | 6区  | 神鞭知常       |     |              |      |                |
| 大阪府   | 1区  | 粟谷品三     | 2区  | 外山脩造       | 3区  | 浮田桂造       | 4区 | 村山龍平     |      | 橋本善右衛門   |
| 大阪府   | 5区  | 高井幸三     | 6区  | 俣野景孝       | 7区  | 東尾平太郎     | 8区 | 児山陶       | 9区  | 佐々木政乂     |
| 兵庫県   | 1区  | 村野山人     | 2区  | 渡辺徹         | 3区  | 田艇吉         | 4区 | 石田貫之助   | 5区  | 魚住逸治       |
| 兵庫県   | 6区  | 高瀬藤次郎   | 7区  | 内藤利八       | 8区  | 後藤敬         |     | 改野耕三     |      |                |
| 兵庫県   | 9区  | 岡精逸       |      | 佐藤文兵衛     | 10区 | 佐野助作       |     |              |      |                |
| 奈良県   | 1区  | 玉田金三郎   | 2区  | 植田理太郎     |      | 植田清一郎     | 3区 | 森本藤吉     |      |                |
| 和歌山県 | 1区  | 岡崎邦輔     |      | 関直彦         | 2区  | 児玉仲児       | 3区 | 塩路彦右衛門 |      | 山本登         |
| 鳥取県   | 1区  | 木下荘平     | 2区  | 若原観瑞       | 3区  | 渡部芳造       |     |              |      |                |
| 島根県   | 1区  | 岡崎運兵衛   | 2区  | 佐々木善右衛門 | 3区  | 木佐徳三郎     | 4区 | 清水文二郎   | 5区  | 佐々田懋       |
| 島根県   | 6区  | 吉岡倭文麿   |      |                |      |                |     |              |      |                |
| 岡山県   | 1区  | 坪田繁       |      | 小林樟雄       | 2区  | 西毅一         | 3区 | 犬養毅       | 4区  | 坂田丈平       |
| 岡山県   | 5区  | 渡辺磊三     | 6区  | 立石岐         | 7区  | 加藤平四郎     |     |              |      |                |
| 広島県   | 1区  | 平山靖彦     |      | 渡辺又三郎     | 2区  | 八田謹二郎     | 3区 | 前田篤之助   | 4区  | 和田彦次郎     |
| 広島県   | 5区  | 黒川修三     | 6区  | 松浦唯次郎     | 7区  | 長井松太郎     | 8区 | 倉田準五郎   | 9区  | 井上角五郎     |
| 山口県   | 1区  | 古谷新作     |      | 木梨信一       | 2区  | 堅田少輔       | 3区 | 大岡育造     |      |                |
| 山口県   | 4区  | 曽禰荒助     |      | 武弘宜路       | 5区  | 水落簡         |     |              |      |                |
| 徳島県   | 1区  | 椎野伝治郎   | 2区  | 守野為五郎     | 3区  | 川真田徳三郎   | 4区 | 橋本久太郎   | 5区  | 曽我部道夫     |
| 香川県   | 1区  | 中野武営     | 2区  | 小西甚之助     | 3区  | 都崎秀太郎     | 4区 | 三崎亀之助   | 5区  | 石井定彦       |
| 愛媛県   | 1区  | 藤野政高     |      | 小林信近       | 2区  | 高須峯造       | 3区 | 有友正親     | 4区  | 鈴木重遠       |
| 愛媛県   | 5区  | 牧野純蔵     | 6区  | 堀部彦次郎     |      |                |     |              |      |                |
| 高知県   | 1区  | 武市安哉     | 2区  | 片岡直温       |      | 安岡雄吉       | 3区 | 植木志澄     |      |                |
| 福岡県   | 1区  | 津田守彦     | 2区  | 小野隆助       |      | 香月恕経       | 3区 | 郡保宗       | 4区  | 佐々木正蔵     |
| 福岡県   | 5区  | 中村彦次     | 6区  | 岡田孤鹿       | 7区  | 堤猷久         | 8区 | 末松謙澄     |      |                |
| 佐賀県   | 1区  | 坂元規貞     |      | 牛島秀一郎     | 2区  | 川原茂輔       | 3区 | 五十村良行   |      |                |
| 長崎県   | 1区  | 松田源五郎   |      | 稲田又左衛門   | 2区  | 朝長慎三       | 3区 | 牧朴真       | 4区  | 立石寛司       |
| 長崎県   | 5区  | 大坪利晋     | 6区  | 川本達         |      |                |     |              |      |                |
| 熊本県   | 1区  | 佐々友房     |      | 有吉平吉       | 2区  | 古荘嘉門       | 3区 | 長野一誠     |      | 紫藤寛治       |
| 熊本県   | 4区  | 嘉悦信之     | 5区  | 山田武甫       | 6区  | 小崎義明       |     |              |      |                |
| 大分県   | 1区  | 小野吉彦     | 2区  | 箕浦勝人       | 3区  | 朝倉親為       | 4区 | 広瀬貞文     | 5区  | 安東九華       |
| 大分県   | 6区  | 是恒真楫     |      |                |      |                |     |              |      |                |
| 宮崎県   | 1区  | 川越進       | 2区  | 肥田景之       | 3区  | 小林乾一郎     |     |              |      |                |
| 鹿児島県 | 1区  | 厚地政敏     | 2区  | 折田兼至       | 3区  | 長谷場純孝     | 4区 | 柏田盛文     | 5区  | 河島醇         |
| 鹿児島県 | 6区  | 篠田政龍     | 7区  | 大島信         |      |                |     |              |      |                |

#### 補欠・更正当選者
現職議員が死去あるいは辞職した場合、補欠選挙が実施される。複数の選挙区で当選した人物が辞退した選挙区では再選挙が行われる。当選訴訟によって当選無効となった場合、裁判所の判決にもとづいて当選者が変更される。これを「更正」という。ただし、失格となった当選者も更正までは正当な当選者として議席を有するため選挙時の当選者として扱われる。『議会制度七十年史』、『議会制度百年史』などの文献では、その区分が不明確であり、また誤りが散見されるため注意を要する。。
| 年   | 月日  | 選挙区    | 選出     | 当選者       | 所属党派   | 欠員         | 所属党派   | 欠員事由          |
| ---- | ----- | --------- | -------- | ------------ | ---------- | ------------ | ---------- | ----------------- |
| 1892 | 4.16  | 大分6区   | 補欠選挙 | 元田肇       | 中央交渉会 | 是恒真楫     | 中央交渉会 | 1892.3.13死去     |
| 1892 | 9.17  | 東京4区   | 補欠選挙 | 楠本正隆     |            | 藤田茂吉     | 改進党     | 1892.8.19死去     |
| 1892 | 9.18  | 広島7区   | 補欠選挙 | 前田莞爾     |            | 長井松太郎   | 中央交渉会 | 1892.8.10死去     |
| 1892 | 9.22  | 広島1区   | 補欠選挙 | 藤田高之     |            | 平山靖彦     | 中央交渉会 | 1892.9.1辞職      |
| 1892 | 9.25  | 愛知6区   | 補欠選挙 | 加藤喜右衛門 |            | 加藤政一     |            | 1892.9.1辞職      |
| 1892 | 10.15 | 岩手1区   | 更正     | 谷河尚忠     |            | 上田農夫     |            | 1892.10.4当選無効 |
| 1892 | 10.20 | 石川2区   | 補欠選挙 | 杉村寛正     |            | 新田甚左衛門 |            | 1892.9.29辞職     |
| 1892 | 11.19 | 群馬5区   | 補欠選挙 | 宮口二郎     |            | 湯浅治郎     |            | 1892.10.31辞職    |
| 1892 | 12.15 | 広島2区   | 補欠選挙 | 小田貫一     |            | 八田謹二郎   |            | 1892.11.18辞職    |
| 1892 | 12.26 | 兵庫2区   | 補欠選挙 | 奥野小四郎   |            | 渡辺徹       |            | 1892.12.2辞職     |
| 1893 | 3.12  | 山形1区   | 補欠選挙 | 重野謙次郎   |            | 宮城浩蔵     |            | 1893.2.14死去     |
| 1893 | 3.25  | 熊本5区   | 補欠選挙 | 嘉悦氏房     |            | 山田武甫     |            | 1893.2.25死去     |
| 1893 | 4.3   | 千葉2区   | 補欠選挙 | 秋元三左衛門 |            | 狩野揆一郎   |            | 1893.3.5死去      |
| 1893 | 4.6   | 三重4区   | 補欠選挙 | 栗原亮一     |            | 伊藤謙吉     |            | 1893.3.14辞職     |
| 1893 | 5.25  | 高知1区   | 補欠選挙 | 小松三省     |            | 武市安哉     |            | 1893.5.1辞職      |
| 1893 | 6.14  | 富山4区   | 更正     | 島田孝之     |            | 武部其文     |            | 1893.5.17当選無効 |
| 1893 | 7.6   | 鹿児島6区 | 補欠選挙 | 蒲生仙       |            | 篠田政龍     |            | 1893.5.31死去     |
| 1893 | 8.5   | 高知2区   | 更正     | 林有造       |            | 片岡直温     |            | 1893.6.9当選無効  |
| 1893 | 8.7   | 高知2区   | 更正     | 片岡健吉     |            | 安岡雄吉     |            | 1893.6.9当選無効  |
| 1893 | 8.5   | 秋田4区   | 補欠選挙 | 坂本理一郎   |            | 斎藤勘七     |            | 1893.7.12辞職     |
| 1893 | 8.14  | 徳島5区   | 補欠選挙 | 阿部興人     |            | 曽我部道夫   |            | 1893.7.22辞職     |
| 1893 | 9.20  | 山口4区   | 補欠選挙 | 小倉甚吉     |            | 曽禰荒助     |            | 1893.8.31辞職     |
| 1893 | 11.4  | 宮城5区   | 補欠選挙 | 首藤陸三     |            | 斎藤善右衛門 |            | 1893.10.12辞職    |
| 1893 | 11.12 | 富山1区   | 補欠選挙 | 関野善次郎   |            | 岩城隆常     |            | 1893.10.18死去    |
| 1893 | 12.22 | 山形4区   | 補欠選挙 | 小磯忠之輔   |            | 松沢光憲     |            | 1893.11.29辞職    |

### 初当選
計53名
中央交渉会
12名
- 阿部浩　　（岩手2区）
- 大内貞太郎（岩手4区）
- 千葉胤昌　（宮城4区）
- 本間耕曹　（山形3区）
- 斎藤良輔　（山形3区）

- 松沢光憲　（山形4区）
- 原善三郎　（埼玉5区）
- 浅尾長慶　（山梨1区）
- 薬袋義一　（山梨2区）
- 黒田綱彦　（東京1区）

- 平林九兵衛（東京12区）
- 中村彦次　（福岡5区）

独立倶楽部
3名
- 斎藤善右衛門（宮城5区）
- 関戸覚蔵　（茨城1区）
- 中沢彦吉　（東京3区）

立憲自由党
21名
- 上田農夫　（岩手1区）
- 荒谷桂吉　（秋田2区）
- 野出鋿三郎（秋田3区）
- 小笠原貞信（福島1区）
- 愛沢寧堅　（福島5区）

- 関信之介　（茨城1区）
- 野口勝一　（茨城2区）
- 星亨　　　（栃木1区）
- 竹内鼎三　（群馬1区）
- 金井貢　　（群馬2区）

- 中島祐八　（群馬3区）
- 新井啓一郎（埼玉3区）
- 斎藤珪次　（埼玉4区）
- 小倉良則　（千葉2区）
- 西村甚右衛門（千葉4区）

- 伊藤徳太郎（千葉5区）
- 高梨正助　（千葉6区）
- 高橋与市　（千葉7区）
- 加藤淳造　（千葉8区）
- 山田嘉穀　（神奈川5区）

- 福井直吉　（神奈川6区）

立憲改進党
8名
- 達谷窟信敬（岩手5区）
- 加藤政之助（埼玉1区）
- 福田久松　（埼玉2区）
- 狩野揆一郎（千葉2区）
- 角田真平　（東京7区）

- 鳩山和夫　（東京9区）
- 佐々木松坪（新潟3区）
- 目黒徳松　（新潟7区）

無所属
9名
- 工藤卓爾　（青森1区）
- 村松亀一郎（宮城1区）
- 藤沢幾之輔（宮城3区）
- 柴四朗　　（福島4区）
- 斎藤斐　　（茨城6区）

- 矢島八郎　（群馬4区）
- 加賀美嘉兵衛（山梨3区）
- 渡辺洪基　（東京2区）
- 北岡文兵衛（東京10区）
- 鈴木麟三（愛知11区）

### 引退・不出馬
計16名
立憲自由党
5名
- 佐藤敏郎　（秋田3区）
- 木暮武太夫（群馬4区）
- 中島信行　（神奈川5区）
- 谷元道之　（東京2区）
- 風間信吉　（東京3区）

大成会
5名
- 赤松新右衛門（茨城4区）
- 竹井懿貞　（群馬2区）
- 八巻九万　（山梨1区）
- 大谷木備一郎（東京7区）
- 芳野世経　（東京9区）

無所属
8名
- 増田繁幸　（宮城1区）
- 佐藤運宜　（宮城5区）
- 三浦信六　（福島4区）
- 渡辺治　　（茨城1区）
- 松延玹　（茨城1区）

- 田辺有栄　（山梨2区）
- 南磯一郎　（富山3区）
- 相良正樹　（長崎6区）

### 落選
計28名
中央交渉会
1名
- 成田直衛　（秋田2区）

立憲自由党
14名
- 谷河尚忠　（岩手1区）
- 伊東圭介　（岩手2区）
- 下飯坂権三郎（岩手4区）
- 大江卓　　（岩手5区）
- 白井遠平　（福島5区）

- 横堀三子　（栃木1区）
- 新井毫　　（群馬1区）
- 高津仲次郎（群馬3区）
- 天野三郎　（埼玉1区）
- 清水宗徳　（埼玉2区）

- 浜野昇　　（千葉2区）
- 成島巍一郎（千葉2区）
- 板倉中　　（千葉6区[注釈 1]）
- 山口左七郎（神奈川6区）

立憲改進党
7名
- 大津淳一郎（茨城2区）
- 関口八兵衛（茨城6区）
- 堀越寛介　（埼玉4区）
- 山中隣之助（埼玉5区）
- 重城保　　（千葉7区）

- 安田勲　　（千葉8区）
- 楠本正隆　（東京1区）

無所属
7名
- 奈須川光宝（青森1区）
- 十文字信介（宮城3区）
- 熱海孫十郎（宮城4区）
- 佐藤忠望　（福島1区）
- 真中忠直　（埼玉3区）

- 古屋専蔵　（山梨3区）
- 堀善証　　（兵庫2区）